# Харосет

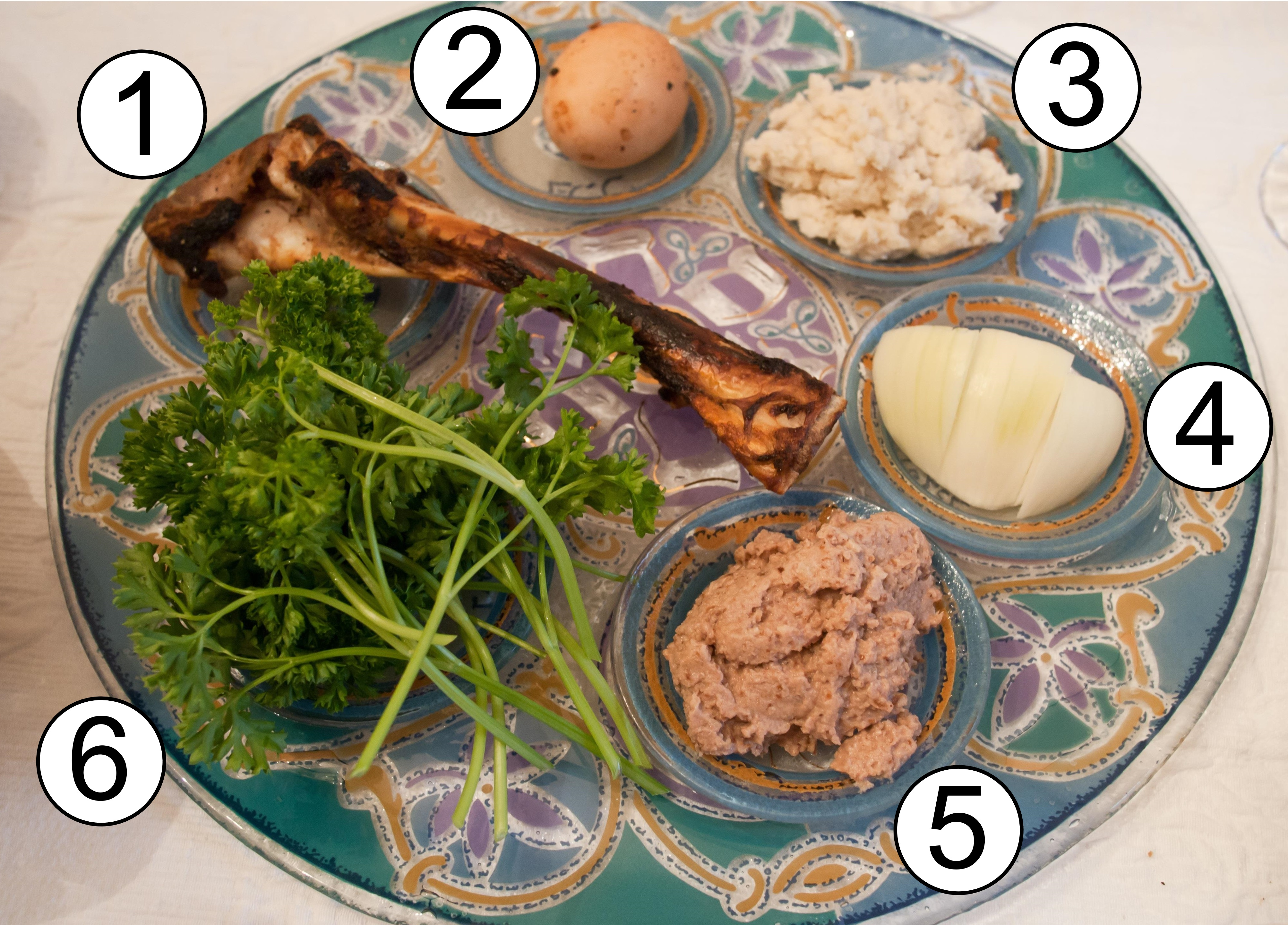
Поднос для пасхального седера. Цифрами обозначены:
1. Зроа (кусочек мяса с костью)
2. Бейца (крутое яйцо)
3. Марор/Хазерет (хрен)
4. Марор/Хазерет (лук)
5. Харосет
6. Карпас (здесь - петрушка)

Харосет (в ашкеназском произношении харо́йсес) (ивр. חֲרֽוֹסֶת‎) — блюдо еврейской национальной кухни, представляет собой смесь орехов, сушеных или свежих фруктов, специй и сладкого вина. Символизирует глину, которую использовали для строительного раствора рабы-евреи в Египте. Блюдо обычно употребляется во время религиозного праздника Песаха.